# Keep On Loving You
Keep On Loving You ist eine Rock-Ballade von REO Speedwagon aus dem Jahr 1980. Das Stück wurde von Kevin Cronin geschrieben und von ihm, Gary Richrath und Alan Gratzer produziert. Es wurde der erste Nummer-eins-Hit der Band in den Vereinigten Staaten.

## Veröffentlichungsgeschichte
Vor den Aufnahmen für das Album Hi Infidelity war Reo Speedwagon eher als Hard-Rock-Band bekannt. Tatsächlich hatte der Keyboarder Neal Doughty zunächst Bedenken, den Song aufzunehmen. Das Stück ist 3:22 Minuten lang und erschien zunächst als Single am 4. November 1980 als Auskopplung des Albums Hi Infidelity, das im Dezember folgte. Auf der Single-B-Seite befindet sich Follow My Heart, das ebenfalls auf dem Album vertreten ist.
Der Song erschien auf vielen Kompilationsalben von REO Speedwagon, wie zum Beispiel The Hits und Keep On Loving You – Best. Eine besondere Version stellt die Aufnahme auf der Kompilation Second Decade of Rock and Roll (1991) dar, die mit einem Reggae-Rhythmus unterlegt ist. Das Lied ist zudem auf zahlreichen 80er-Jahre-, Soft-Rock- und Liebeslieder-Kompilationen vertreten.
In verschiedenen Filmen konnte man den Song hören, unter anderem in The Last American Virgin und Crank 2. Das Lied ist auch im Spiel Grand Theft Auto: Vice City enthalten. Eine Coverversion von The Donnas aus dem Jahre 1999 wurde für den Soundtrack zum Film Drive Me Crazy eingespielt. Die Version wurde außerdem in der Fernsehserie Cougar Town verwendet. Weitere Coverversionen stammen von Lisa Loeb & Dweezil Zappa, Cigarettes After Sex sowie The Lemonheads.
Ein Sampling des Stückes verwendete Red Cafe bei Look in Your Eyes auf seinem Album American Psycho II (2014). Auch Jadakiss hatte bereits 2007 das Sample auf einem Mixtape verwendet.

## Musikstil und Text
Keep On Loving You ist eine Powerballade. Sie beginnt mit einem getragenen Intro, gespielt von einem Klavier und einer Triangel. Danach setzt der Gesang von Kevin Cronin ein, der teilweise mit Harmonien unterlegt ist. Das Gitarrensolo wird durch ein einzelnes Vibrato eingeleitet.
Der Text ist emotional gehalten und versucht, den Hörer mitzureißen. Er behandelt das Thema ewiger Liebe, die der Protagonist trotz mehrerer Verfehlungen seiner Geliebten ihr weiterhin verspricht, und enthält surreale Bilder.

“You played dead but you never bled. Instead you lay still in the grass, all coiled up and hissin'.”

„Du spieltest tot, aber du hast nicht geblutet. Stattdessen liegst du noch im Gras, zusammengerollt und zischend.“

Das Lied ist autobiografisch geprägt. Wie der Sänger und Songschreiber Cronin bei VH1s Top 40 Love Songs bekanntgab, hatte er gerade vorher herausgefunden, dass seine Frau ihn betrogen hatte.

## Musikvideo
Kurz nach dem Start von MTV in den Vereinigten Staaten war REO Speedwagon, nicht zuletzt wegen Keep On Loving You eine der angesagtesten Rockbands. So wurden ihre relativ billig abgedrehten Clips regelmäßig auf dem neuen Sender gespielt. Zusammen mit Regisseur Bruce Gowers hatten sie bereits drei Videos an nur einem Drehtag abgedreht, darunter Keep On Loving You. 
Das Video zeigt zunächst eine Sitzung mit einer Psychiaterin. Es beginnt mit einem gesprochenen Intro von Cronin, in der er von dieser einen wahren Liebe für eine unbekannte Frau erzählt. Danach folgt eine Umblende: Das Video zeigt eine junge Frau, die sich, zunächst alleine, dann mit der Band einen Liveauftritt im Fernsehen anschaut. Am Schluss fragt Cronin, wer die Frau denn sein könne. Schließlich öffnet diese Psychiaterin ihre Haare, und sie entpuppt sich als eben diese Frau.

## Kommerzieller Erfolg

### Chartplatzierungen
Das Lied erreichte hohe Platzierungen in den Charts und war der erste Nummer-eins-Hit der Gruppe in den Vereinigten Staaten. Erst vier Jahre später konnten sie mit Can’t Fight This Feeling diesen Erfolg wiederholen. In Deutschland erreichte das Lied Platz 15 und in der Schweiz Platz 4.
| ChartsChartplatzierungen       | Höchstplatzierung | Wochen |
| ------------------------------ | ----------------- | ------ |
| Deutschland (GfK)              | 15 (20 Wo.)       | 20     |
| Schweiz (IFPI)                 | 4 (10 Wo.)        | 10     |
| Vereinigte Staaten (Billboard) | 1 (28 Wo.)        | 28     |
| Vereinigtes Königreich (OCC)   | 7 (14 Wo.)        | 14     |

| ChartsJahrescharts (1981)      | Platzierung |
| ------------------------------ | ----------- |
| Deutschland (GfK)              | 72          |
| Vereinigte Staaten (Billboard) | 10          |

### Auszeichnungen für Musikverkäufe
| Land/Region                  | Auszeichnungen für Musikverkäufe (Land/Region, Auszeichnung, Verkäufe) | Verkäufe  |
| ---------------------------- | ---------------------------------------------------------------------- | --------- |
| Neuseeland (RMNZ)            | Platin                                                                 | 30.000    |
| Vereinigte Staaten (RIAA)    | Platin                                                                 | 1.000.000 |
| Vereinigtes Königreich (BPI) | Gold                                                                   | 400.000   |
| Insgesamt                    | 1× Gold · 2× Platin ·                                                  | 1.430.000 |